# Santa Marcela, Apayao
Santa Marcela là một đô thị cấp năm ở tỉnh Apayao, Philippines. Theo điều tra dân số năm 2015, đô thị này có trong 13.613 người trong.

## Các đơn vị hành chính
Santa Marcela, về mặt hành chính, được chia thành 13 khu phố (barangay).
- Barocboc
- Consuelo
- Imelda (Sipa Annex)
- Malekkeg
- Marcela (Pob.)
- Nueva
- Panay
- San Antonio
- Sipa Proper
- Emiliana
- San Carlos
- San Juan
- San Mariano

Bản mẫu:Apayao